# Canastota
Canastota è un villaggio degli Stati Uniti d'America all'interno del comune di Lenox nella contea di Madison nello Stato di New York. La popolazione era di 4 084 abitanti al censimento del 2010.
Il villaggio di Canastota si trova nella parte sud del comune di Lenox. La Canastota High School si trova nel villaggio.

## Geografia fisica
Canastota è situata a 43°04′51″N 75°45′13″W (43.080909, -75.753747).
Secondo lo United States Census Bureau, ha un'area totale di 3,3 miglia quadrate (8,5 km²).

## Società

### Evoluzione demografica
Secondo il censimento del 2000, c'erano 4,425 persone.

### Etnie e minoranze straniere
Secondo il censimento del 2000, la composizione etnica della città era formata dal 97,31% di bianchi, lo 0,93% di afroamericani, lo 0,38% di nativi americani, lo 0,29% di asiatici, lo 0,38% di altre razze, e lo 0,70% di due o più etnie. Ispanici o latinos di qualunque razza erano l'1,13% della popolazione.